# 11 Geminorum
11 Geminorum, eller LU Geminorum, är en pulserande variabel av Beta Cephei-typ (BCEP) i stjärnbilden Tvillingarna.
11 Geminorum varierar mellan bolometrisk magnitud +7,21 och 7,24 med en period av 0,21909 dygn eller 5,258 timmar. Den befinner sig på ett avstånd av ungefär 3230 ljusår.